# Pristimantis padrecarlosi
Pristimantis padrecarlosi é uma espécie de anfíbio caudado da família Strabomantidae. Está presente na Colômbia. A UICN classificou-a como deficiente de dados.